# سمان بني
سمان بني (الاسم العلمي: Coturnix ypsilophora) (بالإنجليزية: Brown Quail)‏ هو أحد أنواع طيور سمان العالم القديم من فصيلة التدرجية وجدت في غينيا الجديدة، جزر سوندا الصغرى، أستراليا، تسمانيا، نيوزيلندا، وفيجي.